# Necremnus leucarthros
Necremnus leucarthros är en stekelart som först beskrevs av Christian Gottfried Daniel Nees von Esenbeck 1834.  Necremnus leucarthros ingår i släktet Necremnus och familjen finglanssteklar. Arten är reproducerande i Sverige. Inga underarter finns listade i Catalogue of Life.